# Greg Bunch
Darnell Greg Bunch (nacido el 15 de mayo de 1956 en San Bernardino, California)  es un exjugador de baloncesto estadounidense que jugó una temporada en la NBA, además de hacerlo en la WBA y la Liga ACB española. Con 1,98 metros de estatura, lo hacía en la posición de alero.

## Trayectoria deportiva

### Universidad
Jugó durante cuatro temporadas con los Titans de la Universidad Estatal de California, Fullerton, en las que promedió 14,9 puntos y 7,9 rebotes por partido. En sus tres últimas temporadas fue incluido en el mejor quinteto de la Big West Conference, mientras que en 1976 fue también elegido Jugador del Año compartiendo el premio con Steve Copp. En 1978 llevó a su equipo a su única aparición de la historia en el Torneo de la NCAA, quedándose a un paso de alcanzar la final Four.

### Profesional
Fue elegido en la trigésimo cuarta posición del Draft de la NBA de 1978 por New York Knicks, pero solo llegó a disputar 12 partidos a las órdenes de Willis Reed, en los que promedió 2,3 puntos y 1,4 rebotes, antes de ser despedido en el mes de noviembre.
Tras quedarse sin equipo, decidió ir a jugar a la efímera liga WBA, fichando por Las Vegas Dealers, siendo elegido al finalizar la competición en el tercer mejor equipo de la temporada. Jugó durante dos años en competiciones amateurs, hasta que en 1981 se marcha a jugar a la liga española con el Bàsquet Manresa, donde fue uno de los máximos anotadores de la competición.

En 1983 ficha por el CB L'Hospitalet, de la recién creada liga ACB, jugando una temporada en la que promedia 19,1 puntos y 8,3 rebotes por partido.

## Estadísticas de su carrera en la NBA

### Temporada regular
| Temporada | Edad | Equipo          | Liga | P  | TIT | MIN | TC  | TCA | %TC  | 3P | 3PA | %3P | TL  | TLA | %TL  | R.OF. | R.DEF. | REB | ASIS | ROB | TAP | PER | FP  | PTS |
| 1978-79   | 22   | New York Knicks | NBA  | 12 |     | 8.1 | 0.8 | 2.2 | .346 |    |     |     | 0.8 | 1.0 | .833 | 0.8   | 0.7    | 1.4 | 0.3  | 0.3 | 0.3 | 0.4 | 0.8 | 2.3 |
| Total     |      |                 | NBA  | 12 |     | 8.1 | 0.8 | 2.2 | .346 |    |     |     | 0.8 | 1.0 | .833 | 0.8   | 0.7    | 1.4 | 0.3  | 0.3 | 0.3 | 0.4 | 0.8 | 2.3 |

## Vida posterior
Tras dejar el baloncesto, comenzó una exitosa carrera en la industria de la televisión por cable, teniendo en la actualidad un puesto ejecutivo en el canal Si Tv, dedicado a programación para hispanos de segunda y tercera generación en los Estados Unidos.